# بروشينوب (ميزوري)
بروشينوب (بالإنجليزية: Brushyknob)‏ هي إحدى المجتمعات الفردية (غير مصنفة) في ولاية ميزوري في الولايات المتحدة الأمريكية.